# Национальные районы России
Национальные районы — административно-территориальные единицы для национальных меньшинств в СССР и современной России.
На 2011 год в России 11 районов со статусом национального. Ещё 20 районов не имеют статуса национального, но фактически являются таковыми, так как были образованы и названы по преобладающей национальности.

## Правовой статус
Международно-правовая практика исходит из гарантии национальным меньшинствам права на участие в принятии публичных решений, в качестве механизмов реализации которого определяется национальная автономия и создание местных и автономных органов управления.
Подобным путём идёт и российское право. Ратифицировав Рамочную конвенцию о защите национальных меньшинств (РКЗНМ) 1995 года, Россия взяла на себя обязательства по защите национальных меньшинств. Согласно Конституции Российской Федерации (ст. 69):

1. Российская Федерация гарантирует права коренных малочисленных народов в соответствии с общепризнанными принципами и нормами международного права и международными договорами Российской Федерации.
2. Государство защищает культурную самобытность всех народов и этнических общностей Российской Федерации, гарантирует сохранение этнокультурного и языкового многообразия.

Конституция Российской Федерации определяет регулирование и защиту прав национальных меньшинств как предмет ведения Российской Федерации (ст. 71), а защиту прав национальных меньшинств — как предмет совместного ведения Российской Федерации и субъектов Российской Федерации ст. 72).
Российский историко-правовой опыт включает применение специальных механизмов, обеспечивающих сохранение идентичности, развитие языка и культуры компактно проживающих национальных меньшинств. Один из этих механизмов представляет собой создание национальных административно-территориальных образований. Конституционно-правовая система России характеризуется отсутствием запретов на создание таких образований. В то же время федеральное законодательство явным образом не закрепляет право на их создание. Ряд законодательных актов содержат косвенные указания на возможность создания национальных административно-территориальных единиц, на территории которых возможно использование национальных языков и установка географических обозначений на этих языках. В отличие от республик России, которые представляют собой национально-государственную форму реализации права народов на самоопределение, национальные районы принадлежат к национально-культурной форме.
Национальные административно-территориальные образования являются формой самоорганизации этнической общности и осуществления этой общностью местного самоуправления с учётом и в целях сохранения социально-культурных и языковых особенностей и традиций.
В России существует три вида национальных административно-территориальных образований:
- обладающие особым статусом — преобразованные в результате объединения субъектов России
- официально обладающие статусом национальный район
- не обладающие статусом национальный район, но фактически являющиеся таковыми в силу названия по проживающей на территории национальности[1].

Национальные административно-территориальные единицы создаются в основном для коренных малочисленных общностей, в то время как именно для национальных меньшинств количество таких образований существенно меньше. Региональные и муниципальные правовые акты таких образований почти не содержат положений об их национальных особенностях, что в целом уравнивает их с обычными административно-территориальными единицами. Исключением является законодательство Республики Саха (Якутия) и муниципальные правовые акты вепсских национальных районов Республики Карелия.
Отсутствие заинтересованности власти в обеспечении прав этнических сообществ и их защиты может привести к дискриминации и нарушении общественного порядка. Так, после митингов и захвата дома правительства Карачаево-Черкесской Республики представителями абазинского национального меньшинства был образован Абазинский район.

## Национальные районы
Для представителей народов, находящихся в ситуации национальных меньшинств, с начала 1990-х годов в ряде субъектов Российской Федерации образованы национальные административно-территориальные единицы. Указана доля титульного народа в населении района:
1. Баунтовский эвенкийский район в Бурятии — 6,1 %.
2. Пряжинский национальный район в Карелии (с 2008 года) — 31,9 %
3. Калевальский национальный район в Карелии (с 1992 года) — 35,5 %
4. Олонецкий национальный район в Карелии (с 2004 года) — 52,2 %
5. Анабарский (долгано-эвенкийский) национальный улус в Якутии: долганы — 42,4 %, эвенки — 22,7 %
6. Жиганский (эвенкийский) национальный улус в Якутии[3] — 55,2 %
7. Момский (эвенский) национальный улус в Якутии — 21,2 %.
8. Оленёкский (эвенкийский) национальный улус в Якутии —75,5 %
9. Эвено-Бытантайский национальный улус в Якутии — 53,1 %
10. Немецкий национальный район в Алтайском крае — 26,6 %
11. Азовский немецкий национальный район в Омской области — 19,7 %

## Районы с «титульной» национальностью
Ряд районов России не имеет статуса национального, но фактически являются (или являлись) таковыми, так как были образованы и названы по преобладающей национальности.
1. Дагестан — Агульский — 92,5 %, Лакский — около 96 %, Новолакский — 50,3 %, Ногайский — 85,7 %, Рутульский — 60,9 %, Табасаранский — 82,6 %; Ахвахский; Ботлихский
2. Карачаево-Черкесия — Абазинский, Ногайский — более 90 %; Карачаевский, Малокарачаевский
3. Марий Эл — Горномарийский — 87,7 %
4. Камчатский край — Алеутский, Олюторский
5. Хабаровский край — Нанайский — 22,93 %, Ульчский — 9,15 %
6. Магаданская область — Северо-Эвенский — 27,44 %
7. Ямало-Ненецкий АО — Красноселькупский — 24 %
8. Челябинская область — Нагайбакский — 37 %
9. Красноярский край — Эвенкийский — 21,5 %, Таймырский Долгано-Ненецкий: долганы — 13,8, ненцы — 7,6
10. Республика Коми — Ижемский — 85 %
11. Республика Тыва — Тоджинский
12. Ставропольский край — Туркменский район — 19,4 %[источник не указан 773 дня]

Акушинский и Кайтагский районы Дагестана названы по субэтническим группам даргинцев.
Карымский (от посёлка Карымское, названного по субэтнической группе карымы) в Забайкальском крае, Даурские районы в Красноярском (1935—1962, от села Даурск) и Забайкальском (1963-, от региона Даурия) краях, Татарский район в Новосибирской области (от города Татарск) не связаны напрямую с названиями этносов.
Не является национальным Адыге-Хабльский район (первый компонент — самоназвание адыгейцев, кабардинцев и черкесов).

## Потенциальные
- Балкарский район[4][5]
- Шапсугский национальный район[6][7]